# Adolf von Nauendorf
Adolf Heinrich Ludwig Freiherr von Nauendorf (* 9. November 1781 in Hachenburg; † 18. Oktober 1842 in Wiesbaden) war ein nassauischer Generalmajor und Kammerherr.

## Leben
Adolf Freiherr von Nauendorf entstammte dem ursprünglich thüringischen Haus Nauendorf. Er war ein Sohn des nassauischen Offiziers Gottlob von Nauendorf (1752–1819) und dessen Ehefrau Luise, geborene Niesener (1753–1786). Bis 1808 diente er in der Preußischen Armee und wechselte dann in die Herzoglich Nassauische Armee des neu gegründeten Herzogtums Nassau, in dem sich seine Geburtsstadt Hachenburg befand. Dort gehörte er dem Generalstab an und war Kammerjunker des Fürsten Friedrich Wilhelm.
In der Schlacht bei Waterloo diente Nauendorf 1815 als Bataillonskommandeur. 1815 erfolgte die Ernennung zum Kammerherrn. 1817 erhielt er den Rang eines Oberstleutnants und wurde als Flügeladjutant eingesetzt. 1830 wurde Nauendorf Oberst und erhielt das Kommando über das 2. Infanterieregiment. 1837 übernahm er das Kommando der einzigen Infanteriebrigade des Herzogtums und wurde Chef der Militär-Lehranstalten. 1840 wurde er zum Generalmajor befördert. Mit diesem Rang verließ er den Militärdienst.
Nauendorf wurde unter anderem mit der nassauischen Waterloo-Medaille, dem Dienstehrenzeichen für 25 Jahre und dem niederländischen Militär-Wilhelms-Orden III. Klasse ausgezeichnet.
Sein Sohn Moritz (1832–1872) wurde Offizier in nassauischen, dann in preußischen Diensten.